# San Antonio (Zambales)
San Antonio es un municipio filipino en la provincia de Zambales.

## Historia
San Antonio era una región de caza donde los cazadores indígenas de los pueblos norteños de Zambales cazaban y recolectaban. Los primeros colonos de la zona de Paoay, en Ilocos Norte, llegaron en 1830 y fundaron el primer asentamiento español que se desarrolló en lo que hoy es San Antonio.
San Antonio recibió el estatus de distrito o barrio en 1836. El alcalde de la ciudad en ese período fue Don Gregorio Banaga, quien gobernó la ciudad de 1836 a 1849. El siguiente alcalde fue Don Vicente Lacuesta en 1849. El último alcalde fue Don Santiago Ladrillono.Le sucediò Don Dimas Pascasio como gobernador en 1856. Elegían a sus líderes anualmente. Entre 1891 y 1898, Don Pablo Corpus fue el único Capitán Municipal elegido, y luego nombró a Don Félix Magsaysay como su primer Presidente Municipal, y muchos otros lo siguieron hasta 1931-1945.
El pueblo albergó la Base Naval de los Estados Unidos, conocida como la Estación Naval de Comunicaciones de San Miguel. Tras el terremoto y la erupción del Monte Pinatubo en 1991, el ejército estadounidense decidió abandonar sus bases militares en Filipinas.

## Barangayes
San Antonio se divide políticamente a 14 barangayes.
- Angeles
- Antipolo
- Burgos (Población)
- East Dirita
- Luna (Población)
- Pundaquit
- Rizal (Población)
- San Esteban
- San Gregorio (Población)
- San Juan (Población)
- San Miguel
- San Nicolas
- Santiago (Población)
- West Dirita

- Datos: Q56581
- Multimedia: San Antonio, Zambales / Q56581

1. ↑  Worldpostalcodes.org, código postal n.º 2206.